# Zirkus Probst

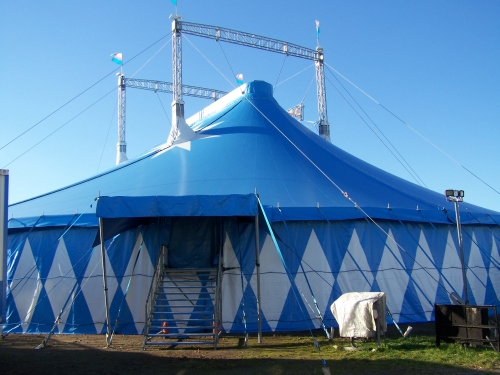
Chapiteau

Der Zirkus Probst wurde im September 1945 von  Rudolf Probst in Großkühnau, einem Stadtteil von Dessau, gegründet und zählte zu den führenden Zirkusunternehmen in Deutschland. Sein Stammsitz ist im sachsen-anhaltischen Staßfurt.
Er ist nicht zu verwechseln mit dem in den westlichen Bundesländern auftretenden Circus Probst, der ein anderes eigenständiges Unternehmen ist und von Reinhard Probst, einem Cousin von Rudolf Probst, geleitet wird.

## Geschichte
1953 und 1972 wurde Rudolf Probst in der DDR enteignet. Er baute das Unternehmen immer wieder von neuem auf. Um den Schikanen des DDR-Regimes zu entgehen, welches mit allen Mitteln eine Verstaatlichung erzwingen wollte, wich Probst von 1965 bis 1972 in die „sozialistischen Bruderländer“ aus. Im Anschluss an seine Enteignung 1972 wurde Probst sogar zwei Jahre lang inhaftiert. Nach der Entlassung ging er zu seiner Familie ins Engagement nach Polen, bis 1982 erneut eine Lizenz erteilt wurde.
Besonderes äußeres Merkmal war der imposante Wagenpark mit zwei- bis dreiachsigen Schindelwagen. Das Programm wechselte im Zweijahresrhythmus komplett und wurde von Familienmitgliedern sowie von engagierten Mitarbeitern bestritten. Bekannt geworden sind vor allem Rüdiger Probst mit seinen sibirischen Tigern, seine Schwester Mercedes Probst mit mehreren Pferdedarbietungen sowie Maike und Jörg Probst mit ihrer in Monte Carlo preisgekrönten Haustierrevue. Publikumsmagnete waren aber auch die nur noch selten in Westeuropa zu sehenden großen Artistentruppen mit bis zu acht Personen. Probst gastierte oft in Ungarn, Polen, Rumänien und der Tschechoslowakei. Bis 2014 reiste das Unternehmen im Zweijahresrhythmus, zum einen seine Nordtournee (Sachsen-Anhalt, Niedersachsen, Schleswig-Holstein, Mecklenburg-Vorpommern und Brandenburg), zum anderen seine Südtournee durch Sachsen-Anhalt, Sachsen, Thüringen und Brandenburg.
Der Zirkus Probst reiste mit einem Viermastzelt von 36 Metern Durchmesser des italienischen Herstellers Canobbio.
Das Wappen des Zirkus Probst besteht aus einer Weltkugel, auf der ein Tiger und ein Löwe sitzen.
Über mdr-Sachsen-Anhalt und die Mitteldeutsche Zeitung wurde am 3. November 2014 informiert, dass Mitarbeiter des Zirkus entlassen werden. Für das Jahr 2015 wurde die Tournee abgesagt.
Wie der MDR am 12. März 2015 meldete, ist Zirkus-Gründer Rudolf Probst am 11. März 2015 im Alter von 92 Jahren gestorben.
Die Familie Probst hat entschieden, mit dem Zirkus nicht mehr auf Tournee zu gehen.